# Tessitura
La tessitura (de l'italià tessitura, "textura") d'una veu o d'un instrument musical designa el conjunt o l'extensió de les notes, de les més greus a les més agudes, que un músic, cantant o instrumentista, és capaç d'emetre amb més facilitat i amb més qualitat. Cal distingir, doncs, entre tessitura i extensió, terme que indica merament l'espectre de freqüències que poden realitzar-se sense considerar característiques com ara el volum o la qualitat del so. Tanmateix, el terme tessitura de vegades també s'empra en aquest darrer sentit. Endemés, tessitura es pot fer servir en un tercer sentit, és a saber, en el context d'una veu o un instrument que executen una peça musical o un passatge d'aquesta, és el mot per referir-se al segment de tons que hi predomina.
En qualsevol cas, el terme tessitura, en designar un registre de sons bé en relació amb els d'altres membres d'una mateixa família tímbrica, bé dins el marc d'una mateixa veu o instrument, o bé fins i tot entès en termes absoluts, pren en consideració elements de descripció "qualitatius". Així, per exemple, es tenen en compte factors relatius a la disposició dels sons: la proporció de salts o de graus conjunts des del punt de vista melòdic; el nombre relatiu de notes agudes o greus; la tendència melòdica ascendent o descendent de la peça o el fragment, la qual pot avenir-se més o menys amb les destreses del cantant, que pot trobar-se més o menys còmode cantant en l'una o l'altra direcció, etc.
Així doncs, la tessitura i el timbre s'utilitzen per classificar per categories o famílies tant la veu com també alguns instruments.
En relació amb això, tot i que no sol al·ludir-s'hi en parlar de tessitura, el volum sonor (intensitat, sonoritat o potència sonora) que pot mantenir el cantant en els efectes dramàtics sovint influeix en el "Fach" o tipus de veu en què s'especialitza. Per exemple, un tenor líric pot tenir una extensió vocal adient per cantar Wagner o altres papers dramàtics, però el fet de mantenir una sonoritat adequada a la intensitat dramàtica durant tot el temps que dura la funció pot produir danys a la veu o simplement estar fora de l'abast de l'intèrpret. L'Otello de Verdi és un bon exemple de la necessitat de posseir una veu capaç de mantenir una potència considerable al llarg de tota una òpera.